# Caldas Novas
Caldas Novas is een gemeente in de Braziliaanse deelstaat Goiás. De gemeente telt 68.588 inwoners (schatting 2009).

## Aangrenzende gemeenten
De gemeente grenst aan Corumbaíba, Ipameri, Marzagão, Morrinhos, Piracanjuba, Pires do Rio, Rio Quente en Santa Cruz de Goiás.

## Verkeer en vervoer
De plaats ligt aan de wegen BR-490, GO-139, GO-213, GO-309, GO-412 en GO-540.